# Le ciel
«Le ciel ~Kuhaku no kanata e~» (Le ciel ～空白の彼方へ～?) —en español: «El cielo ~más allá de lo blanco~»— es el séptimo y último sencillo de la banda japonesa Malice Mizer con su segundo vocalista Gackt, lanzado el 9 de septiembre de 1998. La versión limitada viene con un estuche especial. El CD viene con un vídeo bonus que puede ser reproducido en un computador.
Alcanzó el número 4 en el ranking del Oricon Style Singles Weekly Chart y se mantuvo durante seis semanas en la lista.

## Lista de canciones
| (8cmCD) |                                                           |        |        |          |  |
| N.º     | Título                                                    | Letras | Música | Duración |  |
| 1.      | «Le ciel ～空白の彼方へ～ (Le ciel ~Kuhaku no kanata e~)» | Gackt  | Gackt  | 4:59     |  |
| 2.      | «Le ciel ~Kuhaku no kanata e~ (Instrumental)»             | Gackt  | Gackt  | 4:59     |  |
| 9:18    |                                                           |        |        |          |  |

| Bonus |                 |              |          |  |
| N.º   | Título          | Música       | Duración |  |
| 1.    | «Le Ciel Bonus» | Malice Mizer | 2:48     |  |
| 2:48  |                 |              |          |  |